# Asyndetus flavitibialis
Asyndetus flavitibialis är en tvåvingeart som beskrevs av Van Duzee 1929. Asyndetus flavitibialis ingår i släktet Asyndetus och familjen styltflugor.
Artens utbredningsområde är Panama. Inga underarter finns listade i Catalogue of Life.